# 塞西莉·菲斯克斯特兰
塞西莉·海于斯托克·菲斯克斯特兰（挪威語：Cecilie Hauståker Fiskerstrand；1996年3月20日—），挪威女子足球运动员，司职守门员，目前效力于LSK Kvinner FK和挪威国家女子足球队。她曾代表挪威参加2023年国际足联女子世界杯。